# هنر منحط

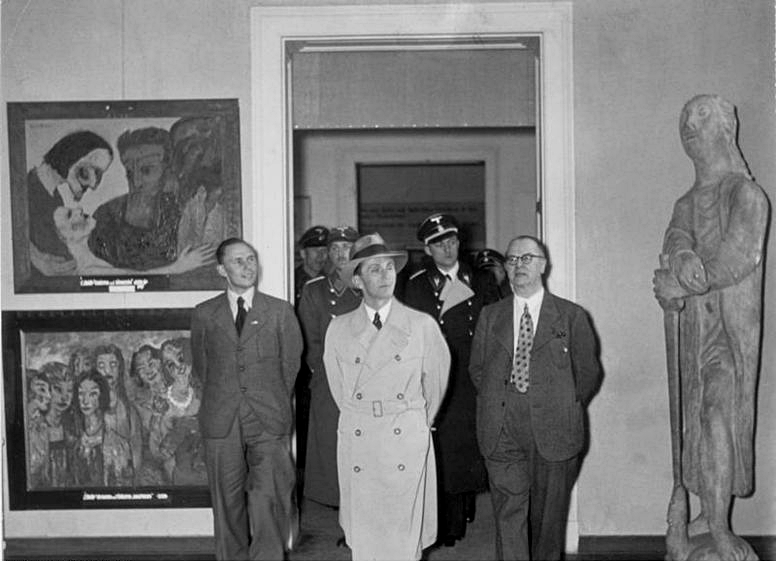
یوزف گوبلس در حال بازدید از نمایشگاه هنر منحط در سال ۱۹۳۸

هنر منحط (به آلمانی: entartete Kunst) اصطلاحی است که در دوره آلمان نازی متداول بود. هدف نفی آثار هنرمندان یهودی و مخالف دولت نازی نظیر بکمان، شاگال، کاندینسکی، کله، کوکوشکا، نلده، گروس و کسان دیگر بود. دولت نازی آثار برخی هنرمندان را در مونیخ گرد آورد و نمایش آنها را در نگارخانه‌ها و موزه ممنوع کرد.

## نمونه‌هایی از آثار برچسب خورده به عنوان «هنر منحط»

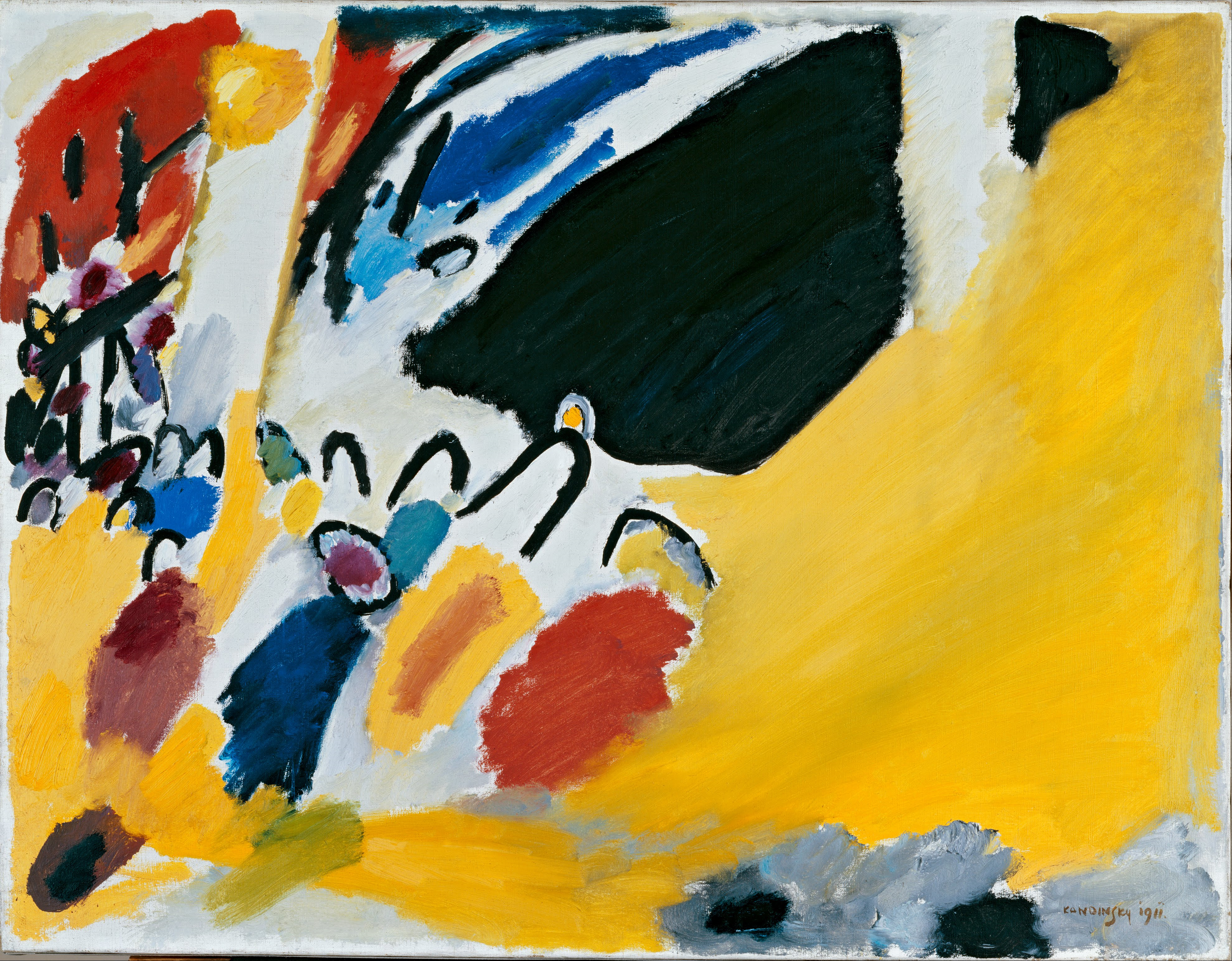
کنسرت ۱۹۱۱ م. اثر واسیلی کاندینسکی
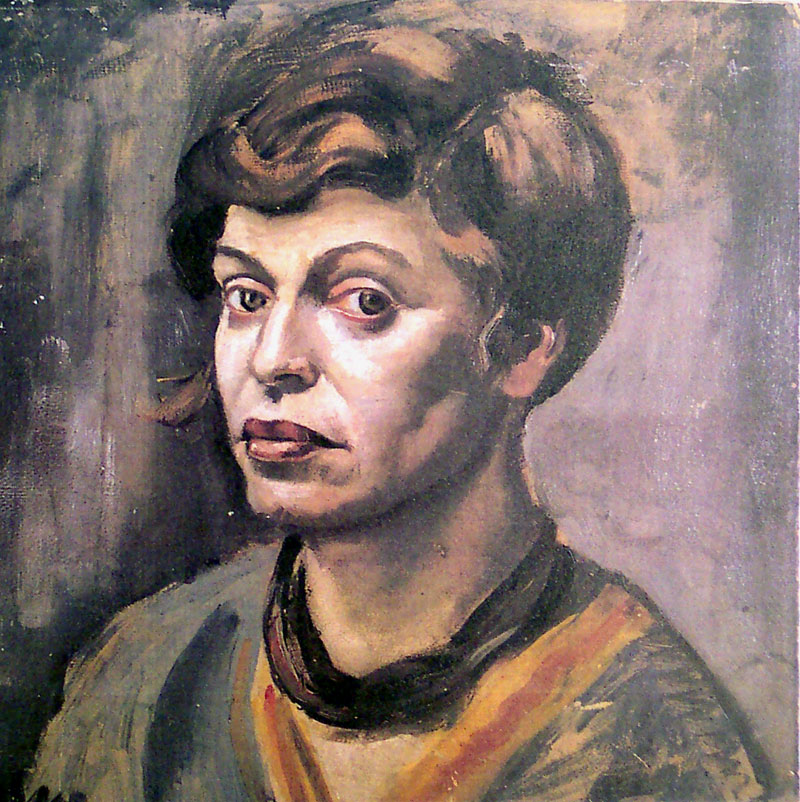
خودنگاره
۱۹۳۰ م.
اثر Elfriede Lohse-Wächtler